# Гаванкар, Джанина
Джани́на Зио́н Гаванка́р (англ. Janina Zione Gavankar; род. 29 ноября 1980, Джиолет, Иллинойс, США) — американская актриса и певица, известная благодаря ролям на телевидении.

## Биография
Гаванкар родилась и выросла в Джолиете, штат Иллинойс, и окончила Иллинойсский университет в Чикаго. В 2000-х она начала свою актёрскую карьеру с незначительных ролей в кинофильмах «Парикмахерская» (2002), «Парикмахерская 2: Снова в деле» (2004), «Чаша моей крови» (2005) и телевизионных шоу «Сильное лекарство», «Звёздные врата: Атлантида», «Анатомия страсти» и «Морская полиция: Спецотдел». С 2007 по 2009 год у Гаванкар была второстепенная роль в сериале Showtime «Секс в другом городе», после чего последовала регулярная в недолго просуществавшем сериале ABC «Врата».
С 2011 по 2013 год Гаванкар на регулярной основе снималась в сериале HBO «Настоящая кровь». Затем у неё были второстепенные роли в сериалах The CW «Стрела» и «Дневники вампира». В 2014 году Гаванкар взяла на себя регулярную роль в сериале NBC «Тайны Лауры». Новая роль в сериале «Сонная Лощина» 4-й сезон.
В 2017 году образ Гаванкар был использован для создания главного героя сюжетной кампании игры Star Wars: Battlefront II Иден Версио. Помимо этого, Джанина также стала чтецом аудиокниги посвящённой предыстории героини Гаванкар из игры.

## Избранная фильмография
| Год       |   | Русское название | Оригинальное название | Роль                   |
| --------- | - | ---------------- | --------------------- | ---------------------- |
| 2011—2013 | с | Настоящая кровь  | True Blood            | Луна Гарса             |
| 2013      | с | Стрела           | Arrow                 | детектив Маккенна Холл |
| 2013      | с | Дневники вампира | The Vampire Diaries   | Кетсия / Тесса         |